# Domschule

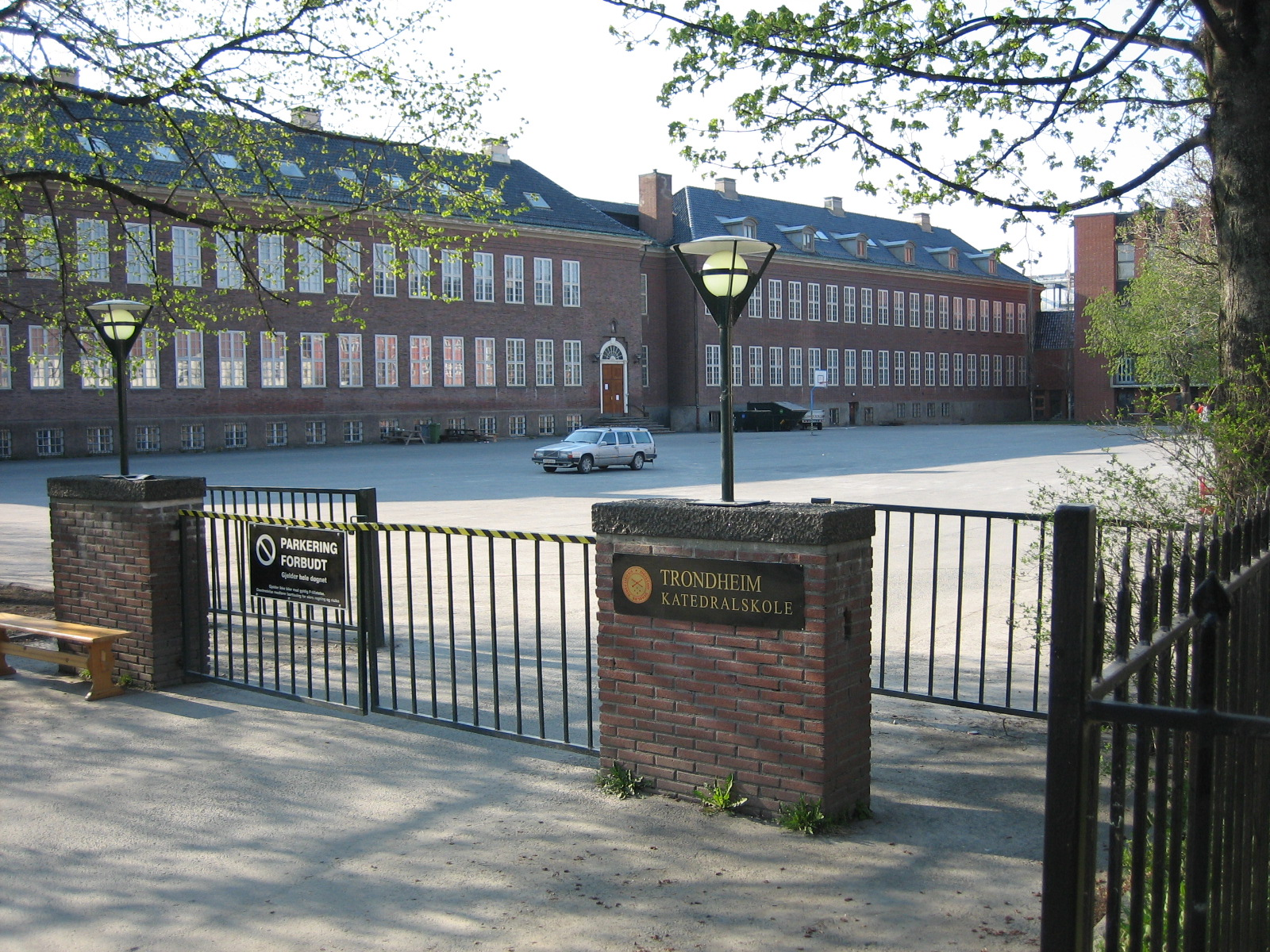
Beispiel einer Domschule: Trondheim Katedralskole (2006)

Domschulen oder Kathedralschulen sind Bildungseinrichtungen der römisch-katholischen Kirche und entstanden an katholischen Bischofssitzen in Westeuropa seit dem 8. Jahrhundert. Sie überflügelten langsam die älteren Klosterschulen.

## Geschichte

### Mittelalter
Nachdem seit dem 8. Jahrhundert Klosterschulen und Domschulen zusammen oder nebeneinander bestanden, verloren erstere besonders ab dem 11. Jahrhundert an Bedeutung wegen der Cluniazensischen Reform, die sich gegen die Verweltlichung und Außenkontakte der Mönche und Nonnen richteten. An städtischen Domschulen konnten mehr Jungen am Unterricht teilnehmen, die nicht Kleriker werden sollten. Klerikerausbildung blieb aber ihr Hauptzweck.
Karl der Große erließ eine Vorschrift, nach der bei Bischofskirchen eine Schule zu eröffnen war (Admonitio generalis von 789). Als Lehrinhalt bestimmte er Singen, Lesen, Schreiben, Berechnen des Ostertermins, lateinische Grammatik. In den höheren Stufen wurden wie in der Antike die Sieben freien Künste gelehrt aufgeteilt in das Trivium (sprachliche Fächer Grammatik, Dialektik und Rhetorik) sowie das Quadrivium (mathematische Fächer Arithmetik, Geometrie, Astronomie und Musik). Das wesentliche Lehrbuch dazu war (trotz des Namens) De nuptiis Mercurii et Philologiae von Martianus Capella, das vielfach kommentiert worden ist. Dazu kamen Einfühungsschriften von Boethius. Die Realität blieb dahinter weit zurück, etwa in Hamburg.
Aus den Domschulen ging die geistige Elite der hochmittelalterlichen Reiche hervor. Bedeutende fränkische oder später deutsche Domschulen befanden sich zum Beispiel in Utrecht, Lüttich, Köln, Speyer, Würzburg, Bamberg, Magdeburg, Hildesheim und Freising. In salischer und staufischer Zeit entwickelte sich die Domschule zu Speyer, gegründet von Bischof Balderich (970–986) nach dem Vorbild von St. Gallen, zu einer Ausbildungsstätte für Diplomaten und Statthalter bzw. Funktionäre des Reiches. Aus den Schulen von Bamberg und Hildesheim ging der Nachwuchs der Bischöfe hervor.
Bedeutende Domschulen in Frankreich waren in Orléans, Reims, Paris, Laon, Tours, Tournai und Chartres. In Frankreich lehrten die ersten freien Lehrer die Domschüler das Fach Philosophie gegen Lohn, so Petrus Abaelard, der „Erfinder“ der Scholastik, womit zunächst nur der geordnete Vortrag der Meinungen zu einem Thema gemeint war. Zu seiner Zeit begann auch die Zuwanderung frei wandernder Schüler nach Paris. Hugo von St. Viktor beschreibt ein Bild der vielen studierenden und übenden Grüppchen. Johann von Salisbury gibt den Tagesverlauf eines Studenten wieder, die sich über ihrer Lektüre in der Dialektik üben müssen.
Ab 1179 benötigten die Lehrer eine Licentia Docendi (Lehrerlaubnis) des Scholastikus, des für den Unterricht verantwortlichen Klerikers im Domkapitel. Aus einigen Domschulen in Italien entstanden ab dem 12. Jahrhundert erste Universitäten in Bologna, Padua und Siena, in Frankreich in Paris und Toulouse. Sie entstanden als teilautonome Genossenschaften der Lehrenden und Studierenden, die Lehre wurde an ein bestandenes Examen gebunden. Lehrende benötigten ab 1233 die so genannte facultas hic et ubique docendi des Papstes („Lehrbefugnis hier und überall“), um Ketzerei zu verhindern.
Seit dem Hochmittelalter entstanden neben den Domschulen kleinere Lateinschulen an den städtischen Pfarreien, die zunehmend unter die Verwaltung der Kommunen kamen („Kommunalisierung“). Im Spätmittelalter wurden daneben noch private deutsche Schreibschulen für bürgerlich-kaufmännische Bildungsinteressen geschaffen, die häufig als Winkelschulen bestanden. Diese besuchten auch Mädchen.

### Neuzeit
Viele Domschulen gingen im Spätmittelalter und Reformation ein, so in Köln und Bamberg. Einige behielten den Namen, wurden aber protestantische, fürstliche oder staatliche Schulen (z. B. Magdeburg, Domschule Güstrow, Domschule Schleswig). Wieder andere wurden Jesuitenschulen (im katholischen Westfalen, in Hildesheim, Paderborn, Münster und Osnabrück).
Andere Domschulen wurden erst im 18. und 19. Jahrhundert gegründet und blieben weniger bekannt und elitär. So hat die aus Frankreich geflüchtete Hugenottengemeinde in Berlin in den Räumen des Französischen Doms auf dem Gendarmenmarkt eine Domschule als jeweils sechsklassige Knaben- und Mädchenschule (Elementar- bzw. „Mittelschule“) eingerichtet.